# オーリ・オスカルソン
- オーリ・オスカールソン

オーリ・ステイン・オスカルソン（Orri Steinn Óskarsson, 2004年8月29日 - ）は、アイスランド・セルチャルトナルネース出身のサッカー選手。プリメーラ・ディビシオン・レアル・ソシエダ所属。ポジションは FW。

## クラブ経歴
6歳の時に地元セルチャルトナルネースに本拠地を置くÍFグロッタに入団。U-16チームに属していた2018年に13歳でトップチームに昇格し、実質3部リーグの2. テイルト・カルラでプロデビュー。同年シーズンは3ゴールを決め、2部リーグの1. テイルト・カルラに昇格した2019年シーズンも1ゴールを決めた。
2019年5月11日、FCコペンハーゲンへの移籍が決まり、翌2020年夏より加入する事が発表。加入後2年間はユースチームでプレーし、2021年6月にトップチーム昇格が決まり、2024年までのプロ契約に合意。2021-22シーズン最終戦となった2022年5月22日のオールボーBK戦でトップチームデビュー。2022-23シーズンは、シーズン途中の2023年1月31日に、スナユスケ・フッボルトへのシーズン終了までのローン移籍が決定。2部リーグで4ゴールを決めてシーズン終了後に復帰。8月2日のUEFAチャンピオンズリーグ 2023-24予備予選のブレイザブリクUBK戦では、トップチーム初ゴールを含む3ゴールを決めて、自身初のハットトリックも達成した。
2024年8月30日、レアル・ソシエダに6年契約で移籍した。

## 代表歴
2017年からユース世代のアイスランド代表でプレー。2023年には飛び級でU-21代表に招集された。

## 人物
- 父は元アイスランド代表のオスカル・フラヴン・ソルヴァルドソン（英語版）で、2018年から2年間、オーリが所属していたÍFグロッタの監督を務め、2020年からはブレイザブリクUBKの監督を務めている[8]。